# Mięśnie glistowate stopy

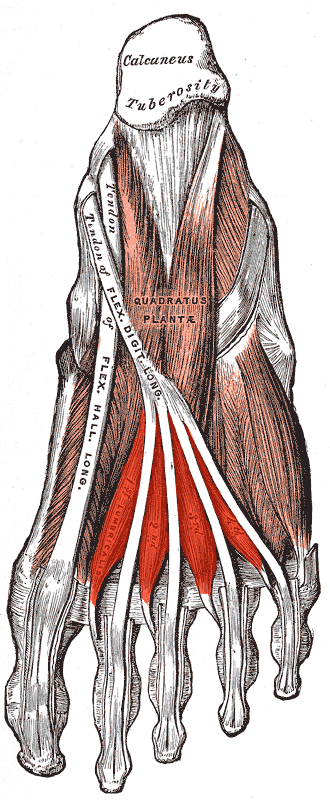
Mięśnie glistowate stopy oznaczone na czerwono

Mięśnie glistowate (łac. musculi lumbricales) – w anatomii człowieka cztery małe, wąskie, wrzecionowate mięśnie stopy należące do mięśni wyniosłości pośredniej, leżące w warstwie drugiej mięśni podeszwy. 
Wszystkie cztery zaczynają się przy ścięgnach zginacza długiego palców. Pierwszy, najbardziej przyśrodkowy z mięśni glistowatych przyczepia się po stronie przyśrodkowej ścięgna prowadzącego do palca II. Pozostałe mają po dwie głowy i każdy z nich zaczyna się na dwóch sąsiednich ścięgnach (kierujących się odpowiednio do palca II i III, III i IV oraz IV i V). Wszystkie cztery mięśnie przechodzą w pojedyncze ścięgna, kończące się po przyśrodkowej stronie podstaw paliczków bliższych palców II, III, IV i V. Czasem przyczepiają się także do rozcięgien grzbietowych tych palców.
Unaczynione są przez tętnicę podeszwową przyśrodkową i tętnicę podeszwową boczną. Pierwszy (przyśrodkowy) mięsień unerwiony jest przez nerw podeszwowy przyśrodkowy, a pozostałe przez nerw podeszwowy boczny.
Mięśnie te zginają palce II–V w stawach śródstopno-paliczkowych i przywodzą je do palucha. Jeśli przyczepiają się do rozcięgien grzbietowych, to także nieznacznie prostują te palce w stawach międzypaliczkowych.